# Igor Sadovski
Igor Sadovski (n. 6 februarie 1981, Edineț, Republica Moldova) este un regizor, producător și scenarist de film.

## Biografie
Igor Sadovski născut în Edineț, Republica Moldova pe 06 februarie 1981, unicul fiu al părinților Vladimir Sadovski (Edineț, 11 ianuarie 1957) și Nina Sadovski (Calarași, 22 ianuarie 1960); tatăl său era un medic veterinar, mama sa este contabilă.
La vârsta de 20 ani pleacă în Italia, astăzi activând între ambele țări.
Este fondatorul casei de producție Cinemascope Sadovski srl 2017 Republica Moldova.

### Studiile
Diplomat la SAE Institute Milano în anul 2010, unde studiază la departamentul de digital filmmaking.

## Viața privată
Din 2003 este căsătorit cu Liuba Sadovski, de la care a avut fiica Cristina Sadovski (2008).
Divorțat din 2019.

## Filmografie

### Regizor

#### Scurtmetraje
- Disturbia (2012)
- Medalion (2013)
- Flutulus (2016)
- Canon (2017)
- Spectrum (2018)

#### Lungmetraje
- Werner Gruber (2019)
- Charlotte (2020)
- Prodigium (2020)

### Scenarist
- Disturbia, regia de Igor Sadovski (2012)
- Medalion, regia de Igor Sadovski (2013)
- Flutulus, regia de Igor Sadovski (2016)
- Spectrum, regia de Igor Sadovski (2018)
- Werner Gruber, regia de Igor Sadovski (2019)

### Producător

#### Lungmetraje
- Werner Gruber, regia de Igor Sadovski (2019)

## Premii
- Premiu - Scandinavian International Film Festival|2018 - cel mai bun film Spectrum
- Premiul Best of fest- Los Angeles Film Aword 2019 pentru "Werner Gruber"